# Pallavolo alla XXX Universiade
I tornei di pallavolo alla XXX Universiade si sono disputati durante la XXX edizione dell'Universiade, che si è svolta a Napoli nel 2019.

## Podi
| Evento                         | Oro    | Argento | Bronzo   |
| Pallavolo maschile (dettagli)  | Italia | Polonia | Russia   |
| Pallavolo femminile (dettagli) | Russia | Italia  | Giappone |